# Na vrhu nebotičnika
»Na vrhu nebotičnika« (napačno Mala terasa) je skladba skupine Bele vrane iz leta 1969. Avtor glasbe je Jure Robežnik, avtor besedila pa Gregor Strniša.

## Zasedba

### Produkcija
- Jure Robežnik – glasba, aranžma
- Gregor Strniša – besedilo

### Studijska izvedba
- Ditka Haberl – solo vokal
- Tadej Hrušovar – kitara
- Bor Gostiša – vokal
- Djuro Penzeš – bas kitara
- Doca Marolt – vokal

## Slovenska popevka 1969
Skladba se je prvič predstavila na Slovenski popevki 1969, kjer je prejela 3. nagrado občinstva, a ni nikoli izdana kot single. Je pa leta 1971 izšla na kaseti pri založbi RTV Ljubljana in sicer na njihovem debitantskem in tudi edinem albumu Bele vrane.

## Videospot
Za skladbo so posneli tudi uradno črno-beli videospot, enega prvih v Sloveniji.

## Priredbe
- Mladi levi
- Pepel in kri
- U'Redu (1992)